# Russisk mesterskab i ishockey 2008-09
Russisk mesterskab i ishockey 2008-09 var den første sæson af den russiske ishockeyliga efter at de bedste hold var blevet udskilt i den Kontinentale Hockey-Liga.
Højeste Liga var ligaen på næstbedste niveau og blev vundet af Jugra Khanty-Mansijsk, som i finalserien besejrede MHK Krylja Sovjetov Moskva med 3-0 i kampe. Jugra var oprykker fra Første Liga og spillede sin blot tredje sæson i alt, og mesterskabet var klubbens første i sin historie. MHK Krylja Sovjetov Moskva var en endnu nyere klub, eftersom den inden sæsonen var brudt ud fra traditionsklubben Krylja Sovjetov Moskva.
Første Liga var ligaen på tredjebedste niveau, og den liga blev vundet af